# Andeboda BK
Andeboda BK var ett fotbollslag från Viksjö i Järfälla kommun norr om Stockholm. 1983 skedde en sammanslagning med Viksjö IK och därmed bildades IFK Viksjö som 2007 spelar i division 4 norra Stockholm.
Andeboda BK återfinns nu i Järfälla Korpen från och med säsongen 2011.